# Грузинская площадь
Грузи́нская пло́щадь — площадь в центре Москвы на Пресне между Большой Грузинской улицей и Зоологическим переулком и улицей Климашкина.

## Происхождение названия
Названа во второй половине XIX века по Большой Грузинской улице. Первоначально называлась Георгиевская — по церкви Георгия Победоносца, построенной в 1760 году грузинским царевичем Георгием Вахтанговичем, сыном Вахтанга VI. Святой Георгий Победоносец считается покровителем Грузии.
«Грузинская площадь видом своим на поминает благоустроенный зажиточный уездный город, — писал журнал „Москва“ в 1868 году. — Влево красивая церковь св. Георгия, вся в зелени.

Дома здесь господские, то есть такие, в которых живут сами владельцы, и, кроме небольшой овощной лавки, незаметно решительно никакой торговли. Точно всё спит или дремлет. Тишина невозмутимая!.. Относительно Грузинской площади можно только пожалеть, что она оставлена без всякого устройства в первобытном состоянии. Здесь позаботились бы сровнять бугры, бороздящие площадь, за сеяли бы площадь травой и даже развели бы садик или небольшой бульвар».

## Описание
Грузинская площадь расположена вдоль левой стороны Большой Грузинской улицы, ограничена с юга Зоологическим переулком, с севера — улицей Климашкина. Домов по площади не числится. Центр площади занят сквером. В сквере установлен памятник Шота Руставели (1966, скульптор М. И. Бердзенишвили, архитектор И. И. Ловейко). На углу с Зоологическим переулком расположен Храм Великомученика Георгия Победоносца в Грузинах (Большая Грузинская улица, 13).